# Delia Arnold
Delia Arnold (* 26. Januar 1986 in Kuala Lumpur) ist eine ehemalige malaysische Squashspielerin.

## Karriere
Delia Arnold begann ihre professionelle Karriere in der Saison 2003 und gewann acht Titel auf der WSA World Tour. Ihre höchste Platzierung in der Weltrangliste erreichte sie mit Position 12 im September 2015. Bei den Asienspielen 2010 gewann sie im Mannschaftswettbewerb die Goldmedaille. 2014 folgte eine weitere Goldmedaille mit der Mannschaft. Bereits 2006 und 2008 wurde sie mit der Mannschaft Asienmeister, in den Jahren 2014 und 2016 folgten zwei weitere Titel. Mit der malaysischen Nationalmannschaft nahm sie 2008, 2010, 2012, 2014 und 2016 an Weltmeisterschaften teil. Bei den ersten drei Teilnahmen gewann sie mit der Mannschaft Bronze, 2014 wurde die Mannschaft Vizeweltmeister. Im Einzel stand sie von 2008 bis 2012 durchgängig in der ersten Hauptrunde, kam über diese aber nie hinaus. 2015 wurde sie malaysische Landesmeisterin. Am 4. Januar 2017 gab sie ihr Karriereende bekannt.
Ihre Schwester Rachel Arnold ist ebenfalls Squashspielerin. Im Februar 2014 heiratete Delia Arnold den ehemaligen Badmintonspieler Lin Woon Fui.

## Erfolge
- Vizeweltmeister mit der Mannschaft: 2014
- Asienmeister mit der Mannschaft: 4 Titel (2006, 2008, 2014, 2016)
- Gewonnene WSA-Titel: 8
- Asienspiele: 2 × Gold (Mannschaft 2010 und 2014)
- Malaysischer Meister: 2015, 2016